# Wadim Baggowut
Wadim Aleksiejewicz Baggowut, ros. Вадим Алексеевич Багговут (ur. ?, zm. 1 października 1966 w Manili) – rosyjski wojskowy (miczman), oficer armii filipińskiej w okresie międzywojennym, partyzant antyjapoński podczas II wojny światowej.
Uczył się w korpusie kadetów w Symbirsku, którego jednak nie ukończył. Od 1916 r. był gardemarinem 4 Kompanii Morskiego Korpusu Kadeckiego. W 1917 r. przeniesiono go samodzielnej klasy gardemarinskiej. Od listopada tego roku służył krótko na krążowniku pomocniczym „Orioł”. Wyjechał do Sajgonu. Po przybyciu do Władywostoku jesienią 1918 r., wstąpił do wojsk Białych na Syberii. Służył w 1 Kompanii Szkolnej miejscowej morskiej szkoły wojskowej. Jesienią 1919 r. ukończył szkołę instruktorską, otrzymując stopień podporucznika. Od września 1921 r. w stopniu miczmana służył w Kompanii Morskiej Flotylli Syberyjskiej. W lutym 1922 r. przeszedł do 2 Kompanii Samodzielnego Morskiego Batalionu Desantowego. Od sierpnia tego roku był oficerem na kanonierce „Mandżur”. Następnie został marynarzem 2 klasy na transportowcu „Swir”. 
Po ewakuacji wojsk Białych wraz z pozostałymi wojskowymi przybył na Filipiny. Zamieszkał w Manili. Wstąpił do armii filipińskiej, dochodząc do stopnia kapitana. Podczas okupacji japońskiej uczestniczył w ruchu oporu.